# Chartreuse de Notre-Dame-du-Val-d’Espérance
La chartreuse Notre-Dame du Val-Dieu était une ancienne chartreuse de moniales, fondée en 1222, qui n’a existé que très peu de temps et dont on ignore l'emplacement exact, située près de la Loire aux confins de la Bourgogne, en Saône-et-Loire, non loin de l'abbaye cistercienne de Sept-Fons.